# Comuna de Budry
Budry (polaco: Gmina Budry) é uma gminy (comuna) na Polónia, na voivodia de Vármia-Masúria e no condado de Węgorzewski. A sede do condado é a cidade de Budry.
De acordo com os censos de 2004, a comuna tem 3107 habitantes, com uma densidade 17,8 hab/km².

## Área
Estende-se por uma área de 175,02 km², incluindo:
- área agricola: 70%
- área florestal: 20%

## Demografia
Dados de 30 de Junho 2004:
|                      | Total   | Total | Mulheres | Mulheres | Homens  | Homens |
| -------------------- | ------- | ----- | -------- | -------- | ------- | ------ |
|                      | pessoas | %     | pessoas  | %        | pessoas | %      |
| População            | 3107    | 100   | 1542     | 49,6     | 1565    | 50,4   |
| Densidade (pop./km²) | 17,8    | 100   | 8,8      | 8,8      | 8,9     | 8,9    |

De acordo com dados de 2002, o rendimento médio per capita ascendia a 1332,17 zł.

## Subdivisões
- Brzozówko, Budry, Budzewo, Góry, Grądy Węgorzewskie, Olszewo Węgorzewskie, Ołownik, Pawłowo, Piłaki Małe, Popioły, Sąkieły Małe, Sobiechy, Wężówko, Więcki, Wola, Zabrost Wielki.

## Comunas vizinhas
- Banie Mazurskie, Pozezdrze, Comuna de Węgorzewo.